# Josef Weig
Josef Weig (* 1980er Jahre)  ist ein deutscher Koch.

## Werdegang
Weig kochte im Restaurant Ikarus in Salzburg und im Restaurant Bareiss bei Claus-Peter Lumpp in Baiersbronn (drei Michelinsterne). Dann ging er zum Restaurant Kastell auf Burg Wernberg, wo er Chef Saucier bei Thomas Kellermann war. Im März 2015 wurde Weig Souschef im Restaurant Storstad bei Anton Schmaus. 
Im Herbst 2016 wurde er neben Schmaus Küchenchef im Storstad, das weiterhin mit einem Michelinstern ausgezeichnet wird.

## Auszeichnungen
- Seit 2016: Ein Michelinstern für das Storstad
- 2021: Top50 Koch Deutschland 2021 vom Schlemmer Atlas[3]